# 吉田善彦
吉田 善彦（よしだ よしひこ、1912年（大正元年）10月21日 - 2001年（平成13年）11月29日）は、東京都出身の日本の日本画家、教育者。本名誠二郎。

## 吉田様式
生涯に渡って強い影響を受けた速水御舟の教えである古典から学ぶ姿勢と、1940年（昭和15年）より開始された法隆寺金堂壁画修復事業に模写担当者として先人の傑作に触れた経験をもとに、「一度彩色で描いた上に金箔でヴェールを被せ、その上にもう一度色を置き再度描き起こす」という独自技法を確立した。この技法により、柔らかな光を持つ日本画を生み出した。

## 略歴
老舗の呉服屋の次男として1912年（大正元年）10月21日、東京府荏原郡大崎町（現東京都品川区）に生まれる。
小学校時代に南画家の中田雲暉に絵画の手ほどきを受ける。1929年（昭和4年）より速水御舟に師事。
1935年（昭和10年）腸チフスにより速水が急逝。同年以後小林古径に師事する。
1937年（昭和12年）、幸三郎の助力によって完成した「もくれんの花」が第24回日本美術院展覧会（院展）に初入選。
1940年（昭和15年）2月、第49回院展出品作「富士月明」が文部省買上作品に決定。同年より法隆寺金堂壁画模写事業に参加、橋本明治の助手として第9号大壁（弥勒浄土図）と第11号小壁（普賢菩薩像）を担当、模写作業のため奈良へ転居。
1941年（昭和16年）、速水御舟遺門の同志9名と圜丘会を結成。同年日本美術院院友に推挙。
1942年（昭和17年）、法隆寺金堂壁画模写事業安田班として安田靫彦監修の元、6号壁を仕上げる。
1944年（昭和19年）応召義務により応召、太平洋戦争終結後となる1946年台湾より復員。復員後は再度法隆寺金堂壁画模写事業に従事。
1954年（昭和29年）東京世田谷区に戻り、安田靫彦門下生による火曜会に参加。1957年より1963年にかけて4作が院展奨励賞、1962年第47回院展出品作「滝」が日本美術院次賞を受賞、これらにより1964年（昭和39年）日本美術院同人に推挙。
1964年（昭和39年）より東京芸術大学講師、のち1968年（昭和43年）助教授、1969年（昭和44年）教授となり1980年（昭和55年）まで教職に就く。
1970年（昭和45年）には東京芸術大学第三次中世オリエント遺跡学術調査団の模写班に参加、トルコのカッパドキアへ赴く。
1973年（昭和48年）、第58回院展「藤咲く高原」が文部大臣賞受賞。同年、イタリアのローマを始めとするイタリア国内壁画の研究を手掛ける。
1976年（昭和51年）6月10日より27日までの期間、宮川寅雄を団長、中川一政を名誉団長とする、美術家代表の訪中としては9年ぶりとなる中国文化交流使節日本美術家代表団に脇田和、中根寛、髙山辰雄、加山又造、平山郁夫と共に参加、北京を始めとする中国各都市巡遊行を行った。
1978年（昭和53年）、第63回院展「春雪妙義」が日本芸術院賞恩賜賞受賞。同年、日本美術院評議員就任。
1981年（昭和56年）、第66回院展「飛鳥日月屏風」が内閣総理大臣賞受賞。同作は翌1982年（昭和57年）1月、第23回毎日芸術賞も受賞。
1982年（昭和57年）2月、朝日新聞社より『吉田善彦画集』出版。
1986年（昭和61年）、東京芸術大学名誉教授。翌1987年（昭和62年）、日本美術院理事就任。
2001年（平成13年）11月29日、肺炎により東京都世田谷区の病院で死去、享年89。